# Prins Oscar (1830)
Prins Oscar, officiellt HM Linjeskepp Prins Oscar, var ett linjeskepp i svenska Kungliga flottan. Hon var det första av tre systerfartyg i Prins Oscar-klassen, som hon bildade tillsammans med Gustav den Store och Skandinavien. Prins Oscar byggdes på örlogsvarvet i Karlskrona efter ritningar av fartygskonstruktören Fredrik Ringheim, och sjösattes den 11 augusti 1830. Fartyget förde en bestyckning av 76 kanoner av olika storlekar, uppställda på två täckta batteridäck.  
I likhet med andra svenska linjeskepp byggda under fredsperioden efter 1814, fick Prins Oscar ett ganska händelsefattigt levnadsförlopp. Fartyget var mycket sällan rustat, utan låg mestadels förtöjt vid Karlskronavarvet eller användes som kadettfartyg på redden. Det enda tillfälle då Prins Oscar krigsrustades var under Krimkriget, mellan Ryssland och Frankrike-Storbritannien 1853–1856, då hon ingick i en svensk-norsk neutralitetseskader, som kryssade i Östersjön från april till juni 1854. Prins Oscar ströks ur flottans rullor 1869 och höggs upp 1872. Hennes snidade galjonsfigur togs dock tillvara och finns nu på Sjöhistoriska museet i Stockholm. 